# Lepisorus spicatus
Lepisorus spicatus är en stensöteväxtart som först beskrevs av Carl von Linné den yngre, och fick sitt nu gällande namn av Li Wang. Lepisorus spicatus ingår i släktet Lepisorus och familjen Polypodiaceae. Inga underarter finns listade.